# Пани (Наровчатський район)
Пани́ (рос. Паны) — село складі Наровчатського району Пензенської області, Росія.
Населення — 279 осіб (2010; 365 у 2002).
Національний склад станом на 2002 рік:
- росіяни — 95 %